# June Melville
June Melville (1915 - 1970) foi uma atriz e gerente teatral inglesa. Ela nasceu a 17 de setembro de 1915 em Worthing, Sussex, na Inglaterra. Era filha de Frederick Melville e Jane Melville; nascida Eyre. A sua estreia nos palcos aconteceu na produção de 1931 de O Gato de Botas em Brixton. Em 1936 ela tornou-se directora de palco e, em 1938, proprietária e directora do Brixton Theatre. Posteriormente, ela tornou-se directora do Watford Palace Theatre. A 18 de abril de 1940 casou-se com John Le Mesurier, de quem se viria a divorciar em 1949. June Melville morreu a 15 de setembro de 1970, em Westminster, Londres.